# Carmen Rodríguez
Carmen Rodríguez – wenezuelska judoczka.
Wicemistrzyni igrzysk Ameryki Środkowej i Karaibów w 1990, a także mistrzostw panamerykańskich w 1988 roku.